# Корнійчук Володимир Петрович
Володи́мир Петро́вич Корнійчу́к (24 серпня 1947, Цибулів, Монастирищенський район, Вінницька область) — український письменник, театральний критик, журналіст, хореограф, музикознавець. Головний редактор журналу «Музика».

## Біографічні відомості
Навчався у Цибулівській середній школі, згодом — у Крюківщинській. Закінчив хореографічний факультет Київського коледжу культури і мистецтв, Київський інститут театрального мистецтва (1973; викладачі Л. Білецька, І. Волошин) та аспірантуру при ІМФЕ АН УРСР (Київ, 1980; кер. Ю. Станішевський).
Працював редактором Держтелерадіокомпанії України (1973–76); старшим редактором відділу літератури журналу «Україна» (1982–87); літературним редактором видавництва «Музична Україна» (1988–91).
1993—2014 — головний редактор «Української музичної газети» (один з ініціаторів відновлення), водночас від 1995 — 1-й заступник головного редактора альманаху «Україна музична» (усі — Київ), віце-президент Асоціації діячів хореографічного мистецтва з питань преси, керівник прес-центру Київської муніципальної академії танцю.
З січня 2016 — головний редактор журналу «Музика».

## Громадська діяльність
Член НСЖУ (1985), НСПУ (1997), Національної всеукраїнської музичної спілки, НСТДУ, Національної хореографічної спілки України. Член правління Українського фонду культури, Черкаського земляцтва «Шевченків край» у м. Києві. Почесний громадянин м. Вишневого.

## Творчість
Автор численних прозових і поетичних публікацій, театрознавчих, музикознавчих і хореографічних аналітичних статей, рецензій, творчих портретів, есе, інтерв'ю, репортажів, надрукованих у вітчизняній і зарубіжній періодиці. Зосібно, у «Літературній Україні», «Культурі і життя», «Вісті з України», «Вітчизні», «Києві», «Дніпрі», «Україні», «Ранку», «Ятрані», «Дзвоні», «Січеславі», «Мистецьких обріях», «Театрально-концертному Києві», «Українському театрі», «Студіях мистецтвознавчих», «Віснику» («Herald», Канада), «Вільній думці» (Австралія), «Дуклі» («Dukl'a», Словаччина); альманахах: «Вітрила», «Веселий ярмарок», «Буква», «Літературне сузір'я», «Україна — моя Батьківщина», «Калинове серце», «Слово, твоя Батьківщина», «Кленові журавлі»; антологіях поетів Київщини «Ота стежина в нашім краю», «Сльози пекучої пам'яті», «З глибин всенародного гніву»; антології сучасної поезії «Помежи словом і століттями». Як автор, представлений у збірниках спогадів: «Маршал Вінграновський. Книга про поета», «Платон Майборода», «Україно, пісне моя!», «Микола Мерзлікін: пошук досконалості» та ін.

### Публіцистичні праці
- Театр з аурою сонця (Київ, 2000)
- Ave Maria, або Психологічні особливості акторської творчості Марії Заньковецької (Київ, 2004)
- Роздуми про театр, музику, літературу… (Київ, 2007)
- Маестро Анатолій Авдієвський. Портрет хору з мозаїки (Київ, 2012)
- Марія Заньковецька. Світова велич генія національного (Київ, 2015; 3-тє видання, доповнене)
- КольороМузика слова (Київ, 2016)

### Художні твори
- Шукачі женьшеня: Новели. Повісті. Вірші у прозі (Київ, 1995)
- Усе те… бачив: Поезії у прозі (Київ, 1999)
- Я такий, як кольори у Реріха… (Київ, 2005)
- «Духовні роси», або Розсипані думки книгою зібрані (Київ, 2010).

## Відзнаки
- Премія імені Дмитра Нитченка
- Мистецька премія імені Семена Гулака-Артемовського
- Премія в галузі театрознавства і театральної критики Національної спілки театральних діячів України
- Літературно-мистецька премія імені Івана Нечуя-Левицького
- Літературно-мистецька премія імені Дмитра Луценка «Осіннє золото»
- Премія Національної всеукраїнської музичної спілки
- Українська книжка року (2016) у номінації «За вагомий внесок у розвиток українознавства» за книжкове видання «Марія Заньковецька»[2]

Указом Святійшого Патріарха Київського і всієї Руси-України Філарета нагороджений Орденом Святого Рівноапостольного князя Володимира Великого III ступеня та Орденом Святого Архістратига Михаїла за заслуги у відродженні духовності України. Нагороджений Ювілейною медаллю з нагоди 25-річчя Українського фонду культури та медаллю «Почесна відзнака» Національної спілки письменників України.